# 尖額青眼魚
隆背青眼鱼（学名：Chlorophthalmus acutifrons）为輻鰭魚綱仙女魚目青眼鱼科青眼鱼属的鱼类。分布于日本、台湾岛以及南海、东海等海域，深度200-950公尺，體長可達30公分，為深海底棲性魚類，棲息在底層水域，生活習性不明，可做為食用魚。该物种的模式产地在熊野滩。